# 람보르기니 레부엘토
람보르기니 레부엘토(스페인어: Lamborghini Revuelto, 스페인어 발음: [rev-ew-EL-tow])는 람보르기니에서 2023년 3월 29일부터 생산 중인 미드 엔진 플러그인 하이브리드 스포츠카이다.

로고

## 디자인

### 외부

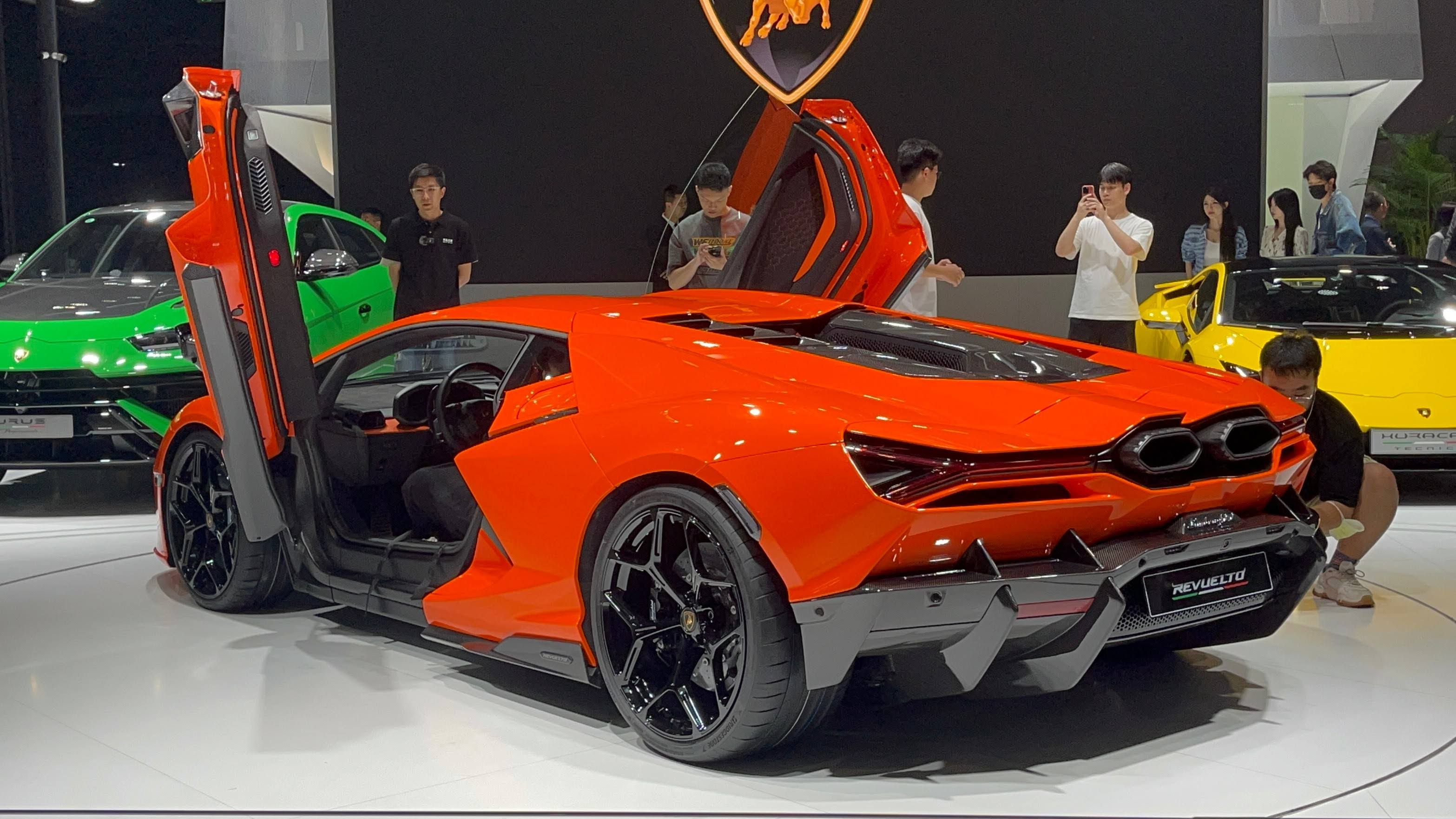
후면

전면에는 새로운 Y자형 일광 LED 빔과 그 빔 뒤에 숨겨진 헤드라이트가 포함되어 있다.

### 내부
운전자와 승객에게 최대한의 편안함을 제공하기 위해 더 큰 캐빈, 더 큰 헤드룸 및 더 큰 엘보우 공간을 갖추고 있다.

## 비디오 게임에서의 등장
- 아스팔트 8: 에어본
- 아스팔트 9: 레전드